# EDC Paris Business School
A EDC Paris Business School é uma escola de comércio europeia com campus em La Défense. Foi fundada em 1950.

## Descrição
A EDC possui tripla acreditação; CGE, EPAS e UGEI. A escola possui cerca de 15.000 ex-alunos. Entre seus ex-alunos estão Jean Todt (presidente da Federação Internacional de Automobilismo) e Robert Louis-Dreyfus (empresário francês).

## Programas
A EDC possui mestrado em Administração e várias outras áreas, tais como Marketing, Finanças, Mídia e Recursos Humanos.